# デビッド・ヘメリー
デビッド・ピーター・ヘメリー (David Peter Hemery, 1944年7月18日 - )は、イギリスの元陸上競技選手。1968年メキシコシティーオリンピック男子400mハードルの金メダリストである。

## 経歴
ヘメリーはイギリスのイングランド南西部のグロスターシャーの出身であったが、父親の仕事の関係でアメリカで育ち、アメリカの学校を卒業。1969年にボストン大学を卒業。在学中の1968年には全米学生選手権(NCAA)の400mハードルで優勝している。
ヘメリーが最初に国際大会で活躍を見せたのは1966年のコモンウェルスゲームズであった。この大会で彼は120ydハードルに出場。14.1秒のタイムで優勝している。なお、1970年のコモンウェルスゲームズにおいても、110mハードルで優勝し、2連覇を果たしている。
ヘメリーは1968年メキシコシティオリンピックの400mハードルにおいて48.12秒の世界新記録を樹立し金メダルを獲得。2位の西ドイツのゲルハルト・ヘンニゲに1秒近い大差をつけ圧勝であった。
ヘメリーは1972年ミュンヘンオリンピックに出場。オリンピック連覇を狙った。しかし、ウガンダのジョン・アキ＝ブア、アメリカのラルフ・マンに敗れ銅メダルに終わった。彼はこの大会で4×400mリレーでも銀メダルを獲得。オリンピックでのメダル獲得数は3個となった。

## 主な実績
| 年   | 大会                   | 場所                         | 種目          | 結果 | 記録     |
| ---- | ---------------------- | ---------------------------- | ------------- | ---- | -------- |
| 1966 | コモンウェルスゲームズ | キングストン(ジャマイカ)     | 120ydハードル | 1位  | 14.1秒   |
| 1968 | オリンピック           | メキシコシティ(メキシコ)     | 400mハードル  | 1位  | 48.1秒   |
| 1968 | オリンピック           | メキシコシティ(メキシコ)     | 4×400mリレー  | 5位  | 3分01秒2 |
| 1969 | ヨーロッパ陸上選手権   | アテネ(ギリシャ)             | 110mハードル  | 2位  | 13.74秒  |
| 1970 | コモンウェルスゲームズ | エディンバラ(スコットランド) | 110mハードル  | 1位  | 13.66秒  |
| 1970 | ユニバーシアード       | トリノ(イタリア)             | 110mハードル  | 1位  | 13.8秒   |
| 1972 | オリンピック           | ミュンヘン(西ドイツ)         | 400mハードル  | 3位  | 48.52秒  |
| 1972 | オリンピック           | ミュンヘン(西ドイツ)         | 4×400mリレー  | 2位  | 3分00秒5 |